# Manuel Boursinhac
 (janvier 2021).
Si vous disposez d'ouvrages ou d'articles de référence ou si vous connaissez des sites web de qualité traitant du thème abordé ici, merci de compléter l'article en donnant les références utiles à sa vérifiabilité et en les liant à la section « Notes et références ».
Manuel Boursinhac est un réalisateur français.
D’abord cadreur puis monteur, il devient scénariste et réalisateur, avec deux longs métrages au cinéma : Un pur moment de rock'n roll et La Mentale. Il travaille surtout pour la télévision, (principalement pour Canal+), réalisant notamment plusieurs épisodes des séries Engrenages et Braquo.

## Biographie
Après avoir entamé des études de médecine, Manuel Boursinhac change de voie et choisit de se consacrer au cinéma. Il passe et réussit le concours de l'école Louis Lumière. Titulaire d'un BTS de cinématographie en 1976, il entreprend un cursus de philosophie à l'université de la Sorbonne et obtient sa maîtrise sous la direction d'Olivier Revault-d'Allones. 
Assistant opérateur sur des longs métrages et des publicités à la fin des années 70, il devient ensuite cadreur puis chef opérateur et réalise son premier court métrage Jamais battu ! adapté d’une BD de Jean Teulé (1981). 
L’année suivante Pierre Braunberger, (producteur mythique de Renoir, de Jean Rouch et de Truffaut), lui produit son second court métrage, Marcello, adapté d’une BD de Loustal et Philippe Paringaux.
Au milieu des années 80, il travaille dans le domaine de la distribution comme rédacteur concepteur et réalisateur radio de spots, interviews d'acteurs et émissions consacrés à des lancements de films.  
À la fin des années 80, il réalise clips, spots de publicité, films de mode et portraits de chanteurs ou acteurs (Alain Bashung, Tom Novembre, Diane Tell...) puis La Fille qui boit (1987), sketch dans le long métrage collectif La Septième Dimension. 
Après avoir reçu plusieurs distinctions pour son court-métrage Le Langage des fleurs (1989), il réalise, en 1991, deux documentaires au Burkina Faso, pour Canal+ : Cinéma Africa et poulets bicyclette et Abdou et Daoda, chercheurs d'or. 
Manuel Boursinhac va ensuite se consacrer pendant plusieurs années (1993-1997) à la réalisation de bandes annonces pour le cinéma (il en réalisera plus de 200) et de making of, pour le compte de grands distributeurs français et américains (Warner, Columbia, Gaumont, UGC etc.). 
En 1999, il écrit (avec Vincent Ravalec, Louis-Stéphane Ulysse et Stéphane Cabel) puis réalise Un pur moment de rock'n roll, qui met en scène l'acteur Vincent Elbaz, pour la première fois dans un rôle dramatique. Adapté de nouvelles de Vincent Ravalec, ce film traite de la toxicomanie. Jamais moralisateur, bourré d’énergie, ce premier film parvient à capter l’air du temps et parle avec justesse des dérives de la jeunesse des années 1980.
En 2001, Manuel Boursinhac se voit alors confier la réalisation de trois épisodes de la série télévisée Police District où il rencontre et dirige Olivier Marchal. Cette série, écrite par Hugues Pagan, est unanimement louée par la critique pour son réalisme et la modernité de sa mise en scène.
Il revient au long-métrage en écrivant (avec Bibi Naceri) puis en réalisant La Mentale, principalement interprété par Samy Naceri, Samuel Le Bihan, Clotilde Courau et Michel Duchaussoy. Tragédie crépusculaire, film noir sans flics, ce film décrit, sans angélisme ni diabolisation, le monde des nouveaux voyous mais aussi la réalité française des années 2000 et le métissage dans sa complexité. La violence froide des truands y contraste avec l'amour, la fraternité et la fidélité d’une bande de jeunes issus des cités. 
De 2007 à 2010, il fait un nouveau passage par la télévision où il scénarise et réalise plusieurs épisodes de la série Diane, femme flic. Il enchaine avec la série Engrenages dont il réalise 8 épisodes lors des saisons 3 et 4.
En 2011, il adapte, avec l'auteur, le roman de Pierre Lemaitre Cadres noirs pour le cinéma.
En 2013, il réalise les quatre derniers épisodes de la troisième saison de la série Braquo, créée par Olivier Marchal  et écrite par Abdel Raouf Dafri. Il y dirige notamment Jean-Hugues Anglade, Karole Rocher, Joseph Malerba et Nicolas Duvauchelle.
En 2014, il réalise le troisième volet de la série Vaugand, avec Olivier Marchal, Arthur Jugnot et Virginie Hocq dans les rôles principaux.
En 2016, il réalise Noir enigma, le quatrième volet de la collection Les Saisons meurtrières, avec Patrick Chesnais, Camille Panonacle et Andréa Ferréol.
En 2019, il réalise La lignée de verre, deux épisodes de la saison 2 de la série Les Rivières Pourpres écrit par Jean-Christophe Grangé, avec Olivier Marchal, Erika Sainte, Claude Perron, Serge Riaboukine et Audran Cattin.

## Filmographie

### Réalisateur et scénariste
- 1999 : Un pur moment de rock'n roll
- 2002 : La Mentale

### Télévision
- 1991 : Cinéma Africa et poulets bicyclettes, documentaire (Canal+)
- 1992 : Abdou et Daoda, chercheurs d'or, documentaire (Canal+)
- 2001 : Police District, saison 2, épisodes 10, 11 et 12 (M6)
- 2007 : Diane, femme flic, épisodes 20 et 21 (TF1)
- 2008 : Diane, femme flic, épisodes 22 et 23 (TF1)
- 2010 : Engrenages, saison 3 (Canal+)
- 2012 : Engrenages, saison 4 (Canal+)
- 2014 : Braquo, saison 3 (Canal+)
- 2014 : Vaugand, épisode 3 Irresponsable (France 2)
- 2017 : Noir enigma, collection Les Saisons meurtrières (France 2)
- 2020 : Les Rivières Pourpres, saison 2, double épisode La lignée de verre (France 2)

### Courts métrages
- 2000 : Ecsta-ordinaire (court-métrage sur la drogue produit par le CRIPS)
- 1989 : Le Langage des fleurs
- 1987 : La Fille qui boit, sketch dans le long métrage collectif La Septième Dimension
- 1982 : Marcello
- 1981 : Jamais battu !
- 1977 : Hep porteur !

## Distinctions
- Festival de Brest 1990 : Prix Canal+ pour Le Langage des fleurs
- Festival de l’image de Châlon-sur-Saône 1990 : Grand Prix pour Le Langage des fleurs
- Festival de Cognac 2010 : Prix Polar de la meilleure série de télévision pour Engrenages,  saison 3
- Globes de Cristal 2011 : nomination comme meilleure série télévisée française pour Engrenages,  saison 3
- Emmy Awards 2011 : nomination comme meilleure série internationale pour Engrenages, saison 3
- Prix Export TV France International 2012 (catégorie fiction) pour Engrenages, saison 3
- Globes de Cristal 2013 : nomination comme meilleure série télévisée française pour Engrenages, saison 4